# De Koelanden
De Koelanden (Stellingwerfs: De Koelanen; Fries: De Kolannen) is een buurtschap in de gemeente Ooststellingwerf, in de Nederlandse provincie Friesland.
Het ligt net ten noorden van het dorp Donkerbroek, waar het ook formeel onder valt. De buurtschap omvat de bewoning aan de Koelandsweg en de Schapendrift tot aan de Vaartweg van de buurtschap Petersburg. Aan de oostkant van De Koelanen is er de grotere buurtschap Bovenveld gelegen.